# Cater Allen
Cater Allen é um banco privado que opera no Reino Unido. É uma subsidiária do Santander UK. Traçando sua história de volta a um banco fundado em Blackburn em 1816, ele foi independente por 180 anos, antes de ser adquirido em 1997 pelo Abbey National. Inicialmente, o Cater Allen Offshore foi administrado como uma empresa separada dentro do Abbey, mas em 2001 ele foi fundido com o Abbey National Offshore.
O nome Cater Allen surgiu relativamente tarde na história do próprio banco, a partir da compra de Allen, Harvey e Ross pela Cater Ryder em 1981. A própria Cater Ryder havia sido formada 20 anos antes pela fusão da Cater and Co. (fundada em 1908) e Ryder's Discount Co.
Cater Allen expandiu significativamente duas vezes nos últimos vinte anos, com a aquisição do Tyndall Bank em 1994 e a aquisição do Fleming Premier Banking do JPMorgan Chase em 2001.